# Афанасий (Хадзопулос)
Митрополи́т Афана́сий (греч. Μητροπολίτης Αθανάσιος, в миру Афана́сиос Хадзо́пулос греч. Αθανάσιος Χατζόπουλος; род. 17 октября 1950, Афины) — епископ Элладской православной церкви, титулярный митрополит Ахайский (с 2000), викарий Афинской архиепископии (2000—2023); представитель Элладской православной церкви при Европейском союзе.

## Биография
Родился 17 октября 1950 года в Афинах, где окончил 2-ю Афинскую гимназию.
В 1972 году окончил философский факультет, а в 1976 году — богословский институт Афинского университета. Учился в аспирантуре Института востоковедения Римского университета, с 1977 по 1980 год получая стипендию от Папского совета по содействию христианскому единству.
В 1984 году получил докторскую степень в Оксфордском университета за работу «Ελληνική Πατερική Παράδοση».
С 1983 по 1994 год был хранителем рукописного фонда Национальной библиотеки Греции.
В 1991 году последовательно был хиротонисан в сан диакона и пресвитера.
С 1993 года преподавал в Богословской академии в Албании. С 1994 года был профессором в Экуменическом институте Боссэ и в Институте повышения квалификации при Православном центре Константинопольского патриархата в Шамбези. С 1997 года работал в качестве приглашённого профессора в Женевском и Фрибурском университетах.
В октябре 2000 года Священным синодом иерархии Элладской православной церкви был избран для рукоположения в сан епископа Ахайского, викария Афинской архиепископии и представителем при Европейском союзе. 15 октября 2000 года состоялась его архиерейская хиротония.
5 августа 2007 года решением Священного синода возведён в достоинство титулярного митрополита.
4 октября 2023 года ушёл на покой как викарий Афинской архиепископии.